# تورنیدوز
تورنِیدوز (انگلیسی: The Tornados) گروه موسیقی بی‌کلام انگلستانی فعال در دههٔ ۱۹۶۰ میلادی بود که به‌عنوان اجراکنندهٔ بیشتر آثار جو میک، تهیه‌کنندهٔ بریتانیایی شناخته می‌شد. مشهورترین اثر گروه قطعهٔ «تلستار (قطعه بی‌کلام)» نام دارد.